# Стадион 9. мај
Стадион 9. мај (шп. Estadio 9 de Mayo) је фудбалски стадион у Мачали, Еквадор. Стадион се углавном користи за фудбалске утакмице и домаћи је стадион за фудбалске клубове Клуб Депортиво Аудаз Октубрино и Фуерза Амариља. Стадион прима 16.500 гледалаца, а отворен је 1939. 

## Историја стадиона
Стадион је свечано отворен 9. маја 1939. године у знак сећања на 44. годишњицу битке за Каретас де Мачала која се догодила на исти датум 1895. године. Тридесет и једну годину касније стадион 9 де Мајо је преуређен, обновљен, у периоду од 1970. до 1974. године и за Куп Америке који је одржан у Еквадору 1993. године. Нови семафор је инсталиран 1985. године од стране мађарског Електроимпека, а 1986. годдине су постављена четири рефлектора. 
Овај стадион је место одржавања различитих спортских догађаја на покрајинском и локалном нивоу, као и место за разне културне догађаје, посебно музичке концерте (који се такође одржавају у градском Спортском колосеуму и на сајму Мачала.